# E851号線
E851号線(E851ごうせん、英: European route E851) はモンテネグロのペトロヴァツからアルバニアを経由し、コソボのプリシュティナを結ぶ、欧州自動車道路のBクラス幹線道路。

## 経路

### 経過する主要都市
- モンテネグロ
  - E65号線、E80号線 – ペトロヴァツ
- アルバニア
  - レジャ
- コソボ
  - プリズレン
  - E65号線、E80号線 – プリシュティナ